# Dubbelkrökt yta
Dubbelkrökt yta är en yta som är krökt i två riktningar, till skillnad från en enkelkrökt yta, som bara är krökt i en riktning. En dubbelkrökt yta kan inte utan deformation plattas ut till en plan yta. Till exempel är en klotyta dubbelkrökt, medan en cylinderyta är enkelkrökt. Att klotet är dubbelkrökt innebär att det inte finns någon perfekt kartprojektion för en platt världskarta, utan alla världskartor är mer eller mindre förvrängda.